# Algebra universale
L'algebra universale è il settore della matematica che studia le idee comuni a tutte le strutture algebriche. Essa si collega ai vari argomenti della sezione 08-XX dello schema di classificazione MSC2000.

## Idee di base
Dal punto di vista dell'algebra universale, un'algebra (o algebra astratta) è un insieme A dotato di un insieme di operazioni su A. Un'operazione n-aria su A è una funzione che accetta n elementi di A e restituisce un singolo elemento di A. Così, un'operazione 0-aria (o operazione nullaria) è semplicemente un elemento di A, o una costante, spesso indicata con una lettera come a. Un'operazione 1-aria (o operazione unaria) è semplicemente una funzione da A ad A, spesso indicata con un simbolo posto davanti al suo argomento, come ~x. Un'operazione 2-aria (o operazione binaria) è spesso indicata come un simbolo posto in mezzo ai suoi argomenti, come x * y. Le operazioni di arietà superiore o indeterminata sono solitamente indicate da simboli di funzione, con gli argomenti posti sotto parentesi e separati da virgole, come f(x,y,z) o f(x1,...,xn). In alcuni casi si ammettono operazioni infinitarie, come {\displaystyle \bigwedge _{\alpha }x_{\alpha }}, permettendo alla teoria dei reticoli completi di essere studiata.
Quando le operazioni sono state specificate, la natura dell'algebra può essere ulteriormente limitata da assiomi, che nell'algebra universale devono prendere la forma di equazioni. Un esempio è l'assioma associativo per un'operazione binaria, dato dall'equazione x * (y * z) = (x * y) * z. L'assioma è considerato valido per tutti gli elementi x, y, e z dell'insieme A.
Secondo Yde Venema, "l'algebra universale può essere vista come una branca speciale della teoria dei modelli, dove ci occupiamo di strutture aventi solo operazioni (cioè, non relazioni), e nelle quali il linguaggio che usiamo per parlare di queste strutture usa solo equazioni." In altre parole le strutture sono tali che possono essere definite in ogni categoria dotata di prodotto finito.

### Gruppi
Per vedere come funziona, si consideri la definizione di un gruppo. Normalmente un gruppo è definito in termini di una singola operazione binaria *, soggetta ai seguenti assiomi:
- Associatività: x * (y * z)  =  (x * y) * z.
- Elemento identità: Esiste un elemento e tale che e * x  =  x  =  x * e.
- Elemento inverso: Per ogni x, esiste un elemento i tale che x * i  =  e  =  i * x.

(Talvolta si può incontrare un assioma chiamato "chiusura", che afferma: x * y appartiene all'insieme A se x e y vi appartengono. Ma dal punto di vista dell'algebra universale, questo è già sottinteso quando si definisce * un'operazione binaria.)
Ora questa definizione di gruppo è problematica dal punto di vista dell'algebra universale. La ragione è che l'assioma dell'elemento identità e dell'inverso non sono espressi puramente in termini di equazioni ma coinvolgono la frase "esiste... tale che". Questo "non è permesso" nell'algebra universale. La soluzione non è difficile: si aggiunge un'operazione nullaria e e un'operazione unaria ~, in aggiunta all'operazione binaria *, e quindi si riscrivono gli assiomi nel seguente modo:
- Associatività: x * (y * z)  =  (x * y) * z.
- Elemento identità: e * x  =  x  =  x * e.
- Elemento inverso: x * (~x)  =  e  =  (~x) * x.

(Naturalmente, scriviamo "x-1" al posto di "~x", cosa che mostra come la notazione delle operazioni di bassa arietà può cambiare.)
Ora, è necessario controllare se tutto questo cattura la definizione di gruppo. Infatti potrebbe essere necessario specificare ulteriori informazioni rispetto alla definizione usuale di gruppo. Dopotutto, niente nella definizione di gruppo afferma che l'elemento identità e è unico; se esiste un altro elemento e', allora il valore dell'operatore nullario e è ambiguo. Comunque, questo non è un problema perché gli elementi identità sono sempre unici. Quindi la definizione di gruppo dell'algebra universale è equivalente alla definizione usuale.

## Ulteriori questioni
Una volta definite le operazioni e gli assiomi per l'algebra, è possibile definire la nozione di omomorfismo fra due algebre A e B. Un omomorfismo h: A → B è semplicemente una funzione dall'insieme A all'insieme B tale che, per ogni operazione f (di arietà, diciamo, n), h(fA(x1,...,xn)) = fB(h(x1),...,h(xn)). (Sono stati usati qui differenti pedici su f per indicare le diverse versioni di f in A o in B. Nella pratica si evince dal contesto, così di solito i pedici sono omessi). Per esempio, se e è una costante (operazione nullaria), allora h(eA) = eB. Se ~ è un'operazione unaria, allora h(~x) = ~h(x). Se * è un'operazione binaria, allora h(x * y) = h(x) * h(y). E così via. Vedi anche Omomorfismo.
Il numero di risultati dell'algebra universale è molto vasto. La motivazione per il campo sono i numerosi esempi di algebre (nel senso dell'algebra universale), come monoidi, anelli, e reticoli. Prima che arrivasse l'algebra universale, molti teoremi (specialmente i teoremi sugli isomorfismi) erano provati separatamente in ognuno di questi campi, ma con l'algebra universale, si possono provare una volta per tutte in ogni tipo di sistema algebrico.
Un programma ancora più generale lungo questa linea è portato avanti dalla teoria delle categorie. La teoria delle categorie si applica in molte situazioni nelle quali l'algebra universale non si applica, estendendo la portata dei teoremi. Al contrario, alcuni teoremi che valgono nell'algebra universale non si generalizzano in nessun modo nella teoria delle categorie. Quindi entrambi i campi sono utili. La connessione è che, data una lista di operazioni e assiomi, le algebre e gli omomorfismi corrispondenti sono oggetti e morfismi di una categoria.